# Chylismia atwoodii
Chylismia atwoodii är en dunörtsväxtart som först beskrevs av Arthur John Cronquist, och fick sitt nu gällande namn av Warren Lambert Wagner och Hoch. Chylismia atwoodii ingår i släktet Chylismia och familjen dunörtsväxter. Inga underarter finns listade i Catalogue of Life.